# Metsuke
Los Metsuke (目付?) fueron los censores o inspectores del Shogunato Tokugawa en Japón. Eran oficiales bakufu, lo cual era algo menos prestigioso que los bugyō. Los metsuke fueron creados con la misión especial de detección e investigación de mala administración, corrupción o desafección en cualquier lugar de Japón; en particular entre la población con estatus menor al de daimyō.

## Proceso de recogida de información
El Shogunato reconoció la necesidad de algún tipo de aparato o equipo de recogida de información interna y de tener un nivel de espionaje de cobertura dentro de su propio entorno. Se podría decir que los metsuke funcionaban como una agencia de inteligencia o grupo de espías internos para el Shogunato, informando a los oficiales en Edo en eventos alrededor del país.
Los metsuke, además, fueron encargados de enfocarse en aquellos con rango jerárquico menor a los daimyō; y sus homólogos, los metsuke, eran responsables de supervisar las actividades de los oficiales y miembros del daimyō (señores feudales).
A pesar de cumplir con compromisos similares, los protocolos de comunicación de los metsuke y los ōmetsuke diferían. Los metsuke informaban a los wakadoshiyori, que se encontraban justo por debajo de los rōjū. Los ōmetsuke, sin embargo, informaban directamente a los cuatro o cinco rōjū que encabezaban la burocracia del Shogunato. En un principio, las actividades de recogida de información de los metsuke tenían la intención de complementar aquellas que realizaban los ōmetsuke, a pesar de no haber relación entre los dos grupos que recibían la información.
Siempre hubo, en cualquier momento, al menos 24 metsuke.

## Evolución del propósito
La burocracia del Shogunato Tokugawa extendió las bases del propósito u objetivo, respondiendo a las necesidades percibidas y las circunstancias cambiantes. A veces, uno o más de los metsuke u ōmetsuke eran seleccionados para solucionar un específico y a veces único problema. Por ejemplo, Arao Norimasa en el periodo entre 1952 y 1954 fue denominado con deberes especiales como kaibo-gakari-metsuke.
El prefijo kaibō-gakari significando "en cargo de defensa marítima" fue utilizado con los títulos de algunos oficiales bakufu después de 1845. Este término fue utilizado para designar a aquellos que cargaban una responsabilidad especial por supervisar aguas costeras, por implicación y por lidiar con materias que incluyen las extranjeras. "Kaibō-gakari-metsuke" más tarde fue sustituido por el término gaikoku-gakari. Este desarrollo procedió del sistema Gaikoku bugyō que comenzó justo antes de las negociaciones que resultaron en el Tratado Harris. Por primera vez en agosto del 1858, los gaikoku-bugyō fueron oficiales bakufu que fueron encargados con la misión de aconsejar al gobierno en temas de ámbito internacional y guiar en conductas de negociación con diplomáticos extranjeros en Japón y más allá.

## En cultura popular
El camino y obligación del metsuke no era, obviamente, inmune a la corrupción; a veces la conducta de estos oficiales podía ser afectada por sobornos.

## Lista de Metsuke
- Matsudaira Chikano (1841–1844).[6]
- Ido Staohiro (1842–1845).[7]
- Arao Narimasa (1852–1854).[8]
- Nagai Naomune (1853–1858).[9]
- Iwase Tadanari (1854–1858).[10]
- Oguri Tadamasa (1859–1860).[9]
- Ikeda Nagaaki (1862–1863, 1863).[10]
- Kawada Hiroshi (1864).[11]
- Kurimoto Sebei (1864–1865).[6]